# Karel Vaněk (Politiker)

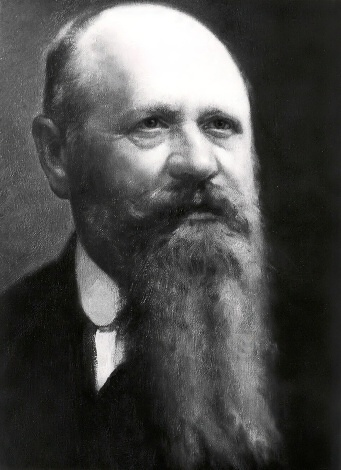
Karel Vaněk (ohne Datum Urheberrechte unklar)

Karel Vaněk (geboren 28. Januar 1866 in Černý Kostelec, Österreich-Ungarn; gestorben 23. Februar 1924 in Brünn) war ein sozialdemokratischer tschechoslowakischer Politiker.

## Leben
Karel Vaněk trat 1901 der Tschechischen Sozialdemokratischen Partei bei und besuchte bis 1904 die Dělnická akademie (Arbeiterakademie) in Prag. Im Jahr 1906 wurde er in den Mährischen Landtag gewählt. Bei der Reichsratswahl 1911 wurde er Abgeordneter im österreichischen Reichsrat und blieb dies bis zum Ende der Österreichisch-Ungarischen Monarchie.
Ab November 1918 gehörte er der Revolutionären nationalen Versammlung der tschechoslowakischen Republik an. Nach dem Staatskommissar Petr Ehrenfeld (1866–1944) war er vom 10. April bis 10. Dezember 1920 Bürgermeister in Brünn.
Vaněk ist auf dem Brünner zentralen Friedhof  Ústřední hřbitov beerdigt.